# Growin’ Up
| Оценки критиков | Оценки критиков |
| Источник        | Оценка          |
| --------------- | --------------- |
| AllMusic        | [ 1 ]           |

Growin’ Up (с англ. — «Взрослею») — третий студийный альбом американского кантри-музыканта Люка Комбса, который вышел 24 июня 2022 года на лейблах Columbia Nashville и River House Records. В альбом вошли синглы «Doin’ This», «The Kind of Love We Make» и «Going, Going, Gone», который попал в эфир кантри-радио 24 октября. Growin’ Up был номинирован на 65-й ежегодной премии «Грэмми» в категории «Лучший кантри-альбом».
Альбом достиг первого места в кантри-чартах США, Австралии и Великобритании и получил платиновые и золотые сертификации в нескольких странах.

## История
Комбс подтвердил трек-лист альбома 17 мая 2022 года. Альбом состоит из двенадцати треков, включая лид-сингл «Doin’ This», который занял первое место в Billboard Country Airplay в начале 2022 года. Второй сингл «The Kind of Love We Make» был выпущен в июне 2022 года и достиг места № 2 в чарте Country Airplay, став первым синглом Комбса, не занявшим первое место в этом чарте. В альбом также вошёл дуэт с Мирандой Ламберт в песне «Outrunnin' Your Memory». Комбс писал песни альбома в течение двух лет, а в качестве продюсеров работал с Чипом Мэтьюсом и Джонатаном Синглтоном.

## Отзывы
Альбом получил положительные отзывы музыкальной критики и интернет-изданий. Стивен Томас Эрлевайн из Allmusic отметил, что «Выпуская уже третий альбом, Комбс стал одной из самых больших звёзд кантри-музыки в 2020-х годах, придерживаясь основ, поэтому он не собирается менять формулу на „Growin' Up“. Все здесь звучит так, будто могло быть выпущено в туманном прошлом. Эта пластинка с гордостью построена на тех новых традиционалистских ценностях, которые царили в 1990-е годы. Комбс со своим гравити-рыком звучит в этой чистой, незамутнённой обстановке как дома, как и на двух своих предыдущих пластинках, This One’s for You и What You See Is What You Get. Самым большим отличием Growin' Up является не звёздная сила Миранды Ламберт — на What You See Is What You Get появился Эрик Чёрч — а общее ощущение, что Комбс на этот раз работает в более широком масштабе. Альбом звучит больше, чётче и полнее, чем его предшественники, и может похвастаться чувством уверенности, но не высокомерием. Может быть, Комбс никогда не звучит так, будто он кичится, потому что его песни решительно скромны, не имея никаких амбиций, кроме очень хорошего исполнения избитых тем. Назовите какой-нибудь вид кантри-песни, и вы наверняка найдёте его здесь: песни о выпивке, песни о сожалении, песни о разбитом сердце, песни о прошлом, песни о рыбалке. Все это крепкие мелодии, исполняемые Комбсом без глупостей, но и без изысков. Он настолько традиционалист, что не утруждает себя тем, чтобы придать своеобразное звучание кантри-клише: он счастлив исполнять их и, возможно, даже жить в них».

## Коммерческий успех
Альбом дебютировал на втором месте в американском хит-параде Billboard 200 с 74 000 единиц, эквивалентных альбому, из которых 28 000 были чистыми продажами альбома. Это четвёртый альбом Комбса, попавший в пятёрку лучших в США, и самый высокий дебют для кантри-альбома в 2022 году.
Альбом достиг первого места в кантри-чартах США, Австралии и Великобритании, получил платиновые сертификации в США и Канаде, и золотые сертификации в Австралии и Новой Зеландии.

## Список композиций
Слова и музыка всех песен — Люк Комбс, с дополнительными соавторами там, где указано additional.
| №   | Название                                      | Автор(ы)                                     | Длительность |
| --- | --------------------------------------------- | -------------------------------------------- | ------------ |
| 1.  | «Doin’ This»                                  | Drew Parker Robert Williford                 | 4:14         |
| 2.  | «Any Given Friday Night»                      | Randy Montana Jonathan Singleton             | 3:13         |
| 3.  | «The Kind of Love We Make»                    | Jamie Davis Dan Isbell Reid Isbell           | 3:44         |
| 4.  | «On the Other Line»                           | Thomas Archer D. Isbell James McNair Montana | 2:55         |
| 5.  | «Outrunnin' Your Memory» (с Мирандой Ламберт) | Miranda Lambert D. Isbell                    | 4:14         |
| 6.  | «Used to Wish I Was»                          | Deric Ruttan Singleton                       | 2:58         |
| 7.  | «Better Back When»                            | Ray Fulcher D. Isbell Montana                | 3:23         |
| 8.  | «Tomorrow Me»                                 | Dean Dillon Fulcher                          | 3:28         |
| 9.  | «Ain't Far from It»                           | Fulcher D. Isbell R. Isbell                  | 3:37         |
| 10. | «Call Me»                                     | Shane Minor Singleton                        | 3:20         |
| 11. | «Middle of Somewhere»                         | Montana Singleton                            | 3:20         |
| 12. | «Going, Going, Gone»                          | Fulcher McNair                               | 2:57         |

## Чарты
| Чарт (2022)                              | Высшая позиция |
| ---------------------------------------- | -------------- |
| Австралия (ARIA)                         | 2              |
| Австралия Country Albums (ARIA)          | 1              |
| Канада (Canadian Albums Chart)           | 2              |
| Ирландия (Irish Albums Chart)            | 36             |
| Новая Зеландия (RMNZ)                    | 9              |
| Норвегия (VG-lista)                      | 33             |
| Шотландия (Scottish Albums Chart)        | 5              |
| Швейцария (Schweizer Hitparade)          | 53             |
| Великобритания (UK Albums Chart)         | 9              |
| Великобритания (UK Country Albums Chart) | 1              |
| США (Billboard 200)                      | 2              |
| США (Billboard Top Country Albums)       | 1              |

| Чарт (2022)                         | Позиция |
| ----------------------------------- | ------- |
| Австралия (ARIA)                    | 32      |
| США (Billboard 200)                 | 118     |
| США (Top Country Albums, Billboard) | 12      |

| Чарт (2023)                         | Позиция |
| ----------------------------------- | ------- |
| Австралия (ARIA)                    | 53      |
| Канада (Billboard)                  | 25      |
| США (Billboard 200)                 | 46      |
| США (Top Country Albums, Billboard) | 11      |

## Сертификации
| Регион                                                                      | Сертификация  | Продажи   |
| --------------------------------------------------------------------------- | ------------- | --------- |
| Австралия (ARIA)                                                            | Золотой       | 35 000    |
| Канада (Music Canada)                                                       | 2× Платиновый | 160 000   |
| Новая Зеландия (RMNZ)                                                       | Золотой       | 7500      |
| Великобритания (BPI)                                                        | Серебряный    | 60 000    |
| США (RIAA)                                                                  | Платиновый    | 1 000 000 |
| Данные о продажах + прослушиваниях приведены только на основе сертификации. |               |           |